# MIPIM

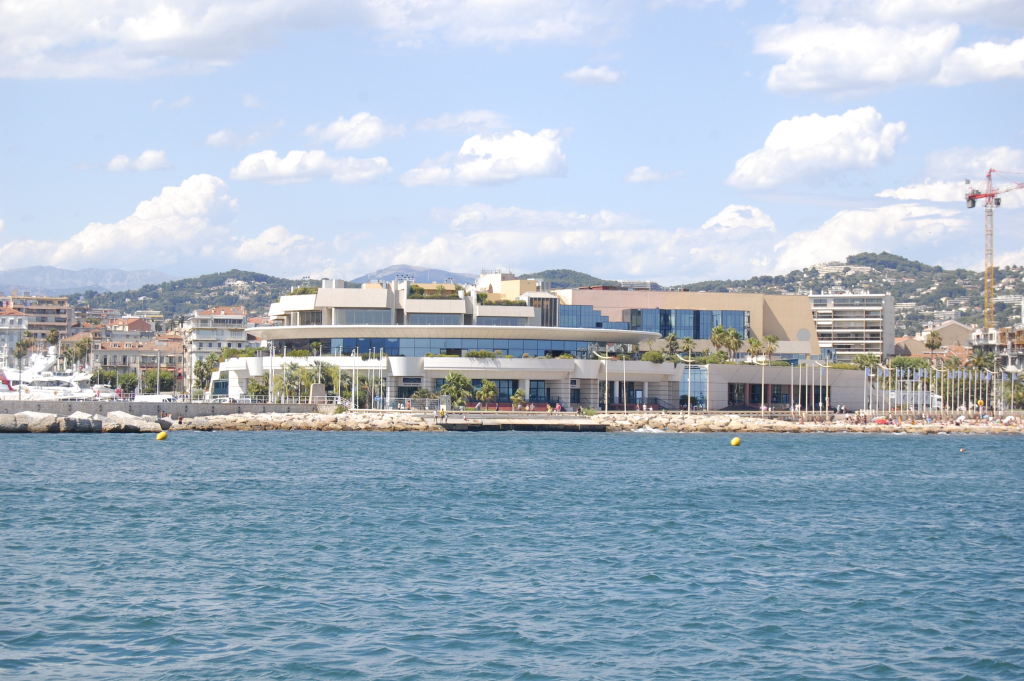
Der Ort der Messe, das Palais des Festivals

MIPIM (französisch Marché International des Professionnels de l’immobilier) ist eine Messe für Wohn-, Gewerbeimmobilien und Betriebsansiedlung in Cannes, Frankreich.
Die 1990 gegründete Messe war die erste international ausgerichtete Immobilienveranstaltung. Hier treffen sich Fachleute, Planer, Ingenieure, Städtebauer, Finanzinstitute, Vertreter der Städte, Makler und Berater aus aller Welt, um ihre Ideen und Projekte zu präsentieren. Mit mindestens 20.000 Teilnehmern aus 80 Ländern ist die MIPIM eine der größten Immobilienmessen der Welt.
Sie findet im März eines jeden Jahres im Palais des Festivals statt und dauert vier Tage. Veranstalter der Messe ist die zu Reed Exhibitions gehörende Reed MIDEM, die Ausstellungen im Bereich Fernsehen (MIPcom), Musik (Midem) und Immobilien organisiert. Die im Jahre 1963 gegründete Reed MIDEM gehört mit 470 Veranstaltungen in 37 Ländern zu den führenden Veranstaltern von weltweiten Handelsmessen. Bei der Messe im Jahr 2008 waren 2700 Aussteller beteiligt; für 2009 wurde vorab mit einem deutlichen Rückgang gerechnet. Für 2012 wurden vom Veranstalter 19.362 Messebesucher bis zum Ende des dritten Messetages gezählt. Gegenüber 2011, als 18.400 Besucher ermittelt wurden, ist das eine Steigerung von rund fünf Prozent.

## MIPIM Awards
Die MIPIM Awards prämieren seit 1991 weltweit herausragende Immobilienprojekte. Es wurden anfangs fünf Preise vergeben, und zwar in den Kategorien „Business Centres“ (Büroimmobilien und Einkaufszentren), „Refurbished Office Buildings“ (modernisierte Bürogebäude), „Residential Developments“ (Wohnimmobilien), „Hotels and tourism resorts“ (Hotels und Freizeitanlagen) und „Green Buildings“ (ökologisch orientierte Gebäude). 1996 wurde die Restaurierung von Specks Hof in Leipzig, ausgeführt vom Düsseldorfer Architekturbüro RKW, mit dem Preis der MIPIM für das schönste in diesem Jahr sanierte Bürogebäude (Refurbished Office Building) ausgezeichnet. Im März 1998 hat das Düsseldorfer Stadttor den ersten Preis in der Kategorie „Büroimmobilien“ bekommen. Im März 2003 gewann mit dem vom Hamburger Investor Becken entwickelten Berliner Bogen erneut ein deutsches Objekt den begehrten Award in der Kategorie „Büroimmobilien“. 2007 folgte in der Kategorie „Business Centres“ die Europa Passage in Hamburg. Am 12. März 2009 gewann das Kranhaus1 in Köln in derselben Kategorie – alle drei wurden vom Architekten Hadi Teherani entworfen. 2010 erhielt das Kameha Grand Bonn des Architekten Karl-Heinz Schommer den Preis in der Kategorie „Hotels and tourism resorts“. In der Kategorie „Wohngebäude“ siegte der Marco-Polo-Tower in Hamburg. Da Deutschland 2012 Ehrengastland der Mipim war, gab es bei den Mipim Awards die Preiskategorie „Deutsche Projekte“. Insgesamt wurden 27 Projekte für die Mipim Awards nominiert. Darunter waren drei deutsche Projekte: die Alte Post in Hamburg, das Frankfurter Maintor und die Revitalisierung der Herz-Jesu-Kirche in Mönchengladbach. Der Preis für das beste deutsche Immobilienprojekt ging an das Frankfurter Projekt Maintor.
2012 deutet sich eine Konzentration des Interesses von Anlegern auf Deutschland an, das weniger Rendite bietet, aber in Westdeutschland und Berlin weniger Leerstände hat als vergleichbare Länder.
2014 zählen erneut zwei deutsche Projekte zu den Gewinnern. Mit den Tanzenden Türmen in der Kategorie „Büro- & Gewerbeimmobilien“ gehört erneut ein Projekt von Hadi Teherani zu den Preisträgern. Ebenfalls ausgezeichnet wurde in der Kategorie „Bestes Projekt Stadterneuerung“ der Kö-Bogen in Düsseldorf von Architekt Daniel Libeskind. Am 12. März 2015 wurde das Dreischeibenhaus in Düsseldorf in der Kategorie „Best Refurbishment“ mit dem Mipim Award ausgezeichnet.
Am 17. März 2016 bekam als einziges deutsches Objekt das Projekt papillon aus Düsseldorf ebenfalls in der Kategorie „Best Refurbishment“ den Mipim Award verliehen. 2017 erhielt das deutsche Projekt li01, ein Neubau von sechs Stadthäusern in Berlin den Mipim Award in der Kategorie „Best Residential Development“. Das Projekt wurde gemeinsam von dem Architekturbüro zanderrotharchitekten und SmartHoming entwickelt und realisiert. Nominiert waren 44 Projekte in 11 Kategorien.
2018 erhielt das Stadtsanierungsprojekt Porta Nuova in Mailand den Siegerpreis für das Beste urbane Stadterneuerungsprojekt.
Im März 2019 erhielt das Dom-Römer-Projekt für den Wiederaufbau eines Teils der Frankfurter Altstadt den renommierten internationalen Mipim Award.